# Hemoglobinopathie
Hemoglobinopathieën zijn autosomaal recessief of autosomaal co-dominante erfelijke aandoeningen, waarbij hemoglobine (Hb) in het bloed veranderd is. 
Het betreft ziekten waarbij het zuurstoftransporteiwit hemoglobine een mutatie bevat, waardoor de zuurstoftransporterende, of andere natuurkundige eigenschappen ervan veranderen. Een andere benaming voor hemoglobinopathieën is 'erfelijke bloedarmoede'. Bekende hemoglobinopathieën zijn onder andere sikkelcelanemie en thalassemieën.
Er zijn twee belangrijke groepen: 
- aandoeningen waarbij sprake is van abnormale structurele hemoglobinevarianten, veroorzaakt door mutaties in de genen, die zich bevinden in de celkernen van de (onvolgroeide) rode bloedcellen, en die coderen voor de synthese van hemoglobine
- en thalassemieën, aandoeningen die worden veroorzaakt door een verminderde synthese van verder normale hemoglobinemoleculen.

De belangrijkste structurele, afwijkende hemoglobinevarianten zijn HbS, HbE en HbC. De belangrijkste types thalassemie zijn respectievelijk alfa- en bèta-thalassemie.
De twee aandoeningen kunnen overlappen, omdat sommige aandoeningen die afwijkingen in hemoglobine-eiwitten veroorzaken, ook invloed hebben op hun productie. Sommige hemoglobinevarianten veroorzaken geen pathologie of bloedarmoede, en worden daarom vaak niet als hemoglobinopathieën geclassificeerd.

## Structuur en afwijkingen van hemoglobine

Hemoglobine, eiwitstructuur bestaande uit 2 alpha en 2 beta domeinen.

Normale menselijke hemoglobines zijn tetramere eiwitten bestaande uit twee paren globineketens, waarvan elk een alfa-achtige (α-achtige) keten en een bèta-achtige (β-achtige) keten bevat. Elke globineketen is geassocieerd met een ijzer-bevattende heemgroep. Gedurende het hele leven is de synthese van de alfa-achtige en de bèta-achtige (ook wel niet-alfa-achtige) ketens in evenwicht, zodat hun verhouding relatief constant is en er geen overschot is van een van beide typen. 

### Structurele afwijkingen
Hb-varianten: Structurele Hb-varianten zijn kwalitatieve afwijkingen die een verandering in de structuur (primair, secundair, tertiair en/of quaternair) van het Hb-molecuul veroorzaken. De meeste Hb-varianten veroorzaken geen ziekte en worden meestal per toeval ontdekt of via pasgeborenenonderzoek. Een subset van Hb-varianten kan ernstige ziekte veroorzaken wanneer ze in de homozygote of compound heterozygote toestand worden geërfd in combinatie met een andere structurele variant of een thalassemie-mutatie. Klinische gevolgen kunnen bloedarmoede door hemolyse of polycythemie als gevolg van veranderingen in de zuurstofaffiniteit van het abnormale Hb omvatten. Veelvoorkomende voorbeelden van hemoglobinevarianten die geassocieerd worden met hemolyse zijn sikkelhemoglobine (Hb S) en Hb C. Hb-varianten kunnen meestal worden gedetecteerd met op eiwit gebaseerde analysemethoden; echter kunnen DNA-gebaseerde methoden nodig zijn voor varianten met twijfelachtige of ongebruikelijke resultaten uit eiwitanalyse.
De belangrijkste functionele gevolgen van structurele Hb-varianten kunnen als volgt worden ingedeeld:
- Verandering in fysieke eigenschappen (oplosbaarheid): Veelvoorkomende bèta-globinemutaties kunnen de oplosbaarheid van het Hb-molecuul veranderen: Hb S polymeriseert bij ontzuurstofing en Hb C kristalliseert.

- Verminderde stabiliteit van het eiwit (instabiliteit): Onstabiele Hb-varianten zijn mutaties die ervoor zorgen dat het Hb-molecuul precipiteert, spontaan of bij oxidatieve stress, resulterend in hemolytische anemie. Geprecipiteerd, denatureerd Hb kan hechten aan de binnenste laag van het plasmamembraan van de rode bloedcel (RBC) en Heinz-lichamen vormen.[10]

- Verandering in zuurstofaffiniteit: Hb-moleculen met een hoge of lage zuurstofaffiniteit hebben een grotere kans dan normaal om respectievelijk de ontspannen (R, oxy) toestand of de gespannen (T, deoxy) toestand aan te nemen. Varianten met een hoge zuurstofaffiniteit (R-toestand) veroorzaken polycytemie (bijv. Hb Chesapeake, Hb Montefiore). Varianten met een lage zuurstofaffiniteit kunnen cyanose veroorzaken (bijv. Hb Kansas, Hb Beth Israel).[11]

- Oxidatie van heemijzer: Mutaties van de heem-bindingsplaats, met name die de geconserveerde proximale of distale histidineresten aantasten, kunnen M-hemoglobine produceren, waarin het ijzeratoom

### Chemische afwijkingen
Methemoglobinemie: een aandoening veroorzaakt door verhoogde niveaus van methemoglobine in het bloed. 
Methemoglobine is een vorm van Hb die de ferrische [Fe3+] vorm van ijzer bevat. De zuurstofaffiniteit van ferrisch ijzer is aangetast. Het binden van zuurstof aan methemoglobine resulteert in een verhoogde affiniteit voor zuurstof in de overige heemplaatsen die zich in een ferro-toestand bevinden binnen dezelfde tetramere hemoglobine-eenheid.

### Productieafwijkingen
Rode bloedcellen van een persoon met bèta-thalassemie Variatie in het aantal kopieën (bijv. deletie, duplicatie, insertie) is ook een veelvoorkomende genetische oorzaak van Hb-aandoeningen, en complexe herstructureringen en fusies van globinegenen kunnen ook voorkomen.[bronvermelding nodig]
Thalassemieën: Thalassemieën zijn kwantitatieve afwijkingen die leiden tot verminderde niveaus van één type globineketen, waardoor er een onbalans ontstaat in de verhouding tussen alfa-achtige ketens en bèta-achtige ketens. Zoals hierboven vermeld, wordt deze verhouding normaal gesproken strikt gereguleerd om te voorkomen dat er overtollige globineketens van één type zich ophopen. De overtollige ketens die niet in Hb worden opgenomen, vormen niet-functionele aggregaten die neerslaan binnen de RBC. Dit kan leiden tot vroegtijdige afbraak van RBC's in het beenmerg (bèta-thalassemie) en/of in het perifere bloed (alfa-thalassemie). Typen: 
- Alpha
- Beta (Major)
- Beta (Minor)

## Varianten van hemoglobine
- Hb S
- HbC
- HbE
- Hb Bart's
- Hb D-Punjab
- HbO (Hb O-Arab)
- Hb G-Philadelphia
- Hb H
- Hb Constant Spring
- Hb Hasharon
- Hemoglobin Kenya
- Hb Korle-Bu
- Hb Lepore
- Hb M
- Hb Kansas
- Hb J
- Hb N-Baltimore
- Hb Hope
- Hb Pisa